# Manly Palmer Hall

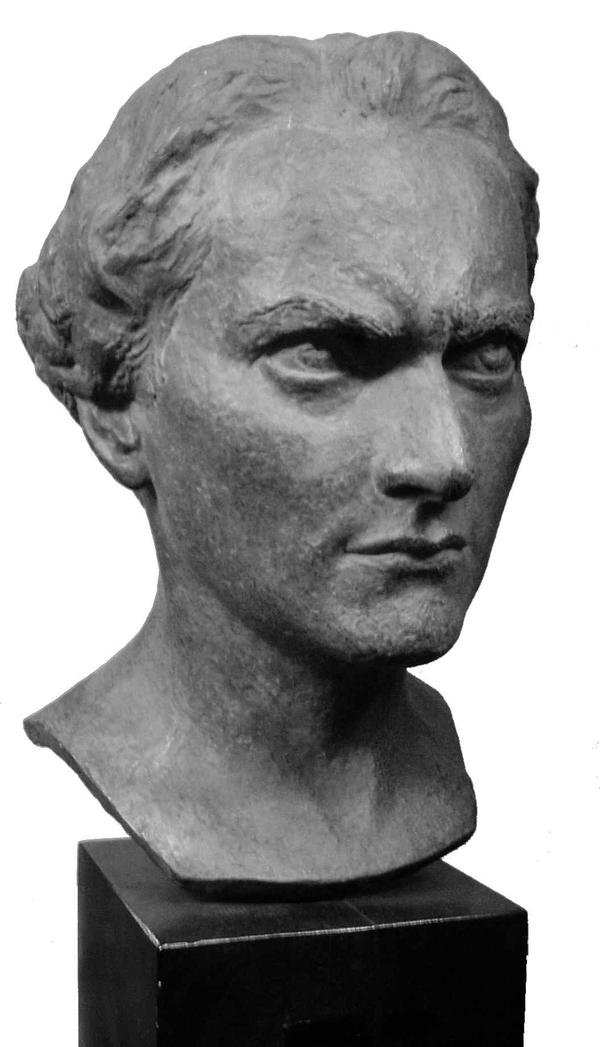
Büste von Manly Palmer Hall

Manly Palmer Hall (* 18. März 1901 in Peterborough, Ontario; † 29. August 1990 in Los Angeles) war ein kanadischer Autor, Mystiker und Gründer der Philosophical Research Society. Er ist bekannt für sein aus dem Jahr 1928 stammendes Werk The Secret Teachings of All Ages. In einem Zeitraum von mehr als 70 Jahren gab Hall etwa 8000 Vorträge und schrieb neben verschiedenen Zeitungsartikeln mehr als 150 Bücher und Aufsätze. 2016 wurde mit Die Eingeweihten der Flamme erstmals ein Werk Halls in deutscher Sprache herausgegeben. Diesem folgten Das Mysterium des Feuers und Babylonische Sternkunde.

## Leben

Gemälde von Jens Rusch

Halls Eltern waren der Zahnarzt William S. Hall und die Chiropraktikerin Louise Palmer Hall. Im Jahr 1919 zog Hall, der seinen Vater nie gekannt hatte, mit seiner Großmutter mütterlicherseits von Kanada nach Los Angeles, um seine leibliche Mutter, die in Santa Monica lebte, kennenzulernen. Durch die Begegnung mit seiner Mutter und Sydney J. Brownson wurde sein Interesse für Mystik, esoterische Philosophien und die ihnen zugrunde liegenden Prinzipien geweckt. Es war Brownson, ein Phrenologe, der sich bald als Mentor des noch jungen Halls entpuppte und weniger als ein Jahr später hielt Hall seinen ersten Vortrag zum Thema Reinkarnation.:15–18
Im Jahr 1919 übernahm ihn die Church of the People im Trinity Auditorium in Los Angeles als Prediger. Er informierte sich über vergleichende Religion, Philosophie, Soziologie und Psychologie und „wurde scheinbar über Nacht ... zur umfangreichen Quelle einer erstaunlichen Auswahl an eklektisch, geistigen Materialien, die sowohl mit dem Verstand, als auch mit dem Unterbewusstsein in Resonanz stehen.“:21 Er wurde am 17. Mai 1923 in der Church of the People zum Priester geweiht und wurde wenige Tage später zum dauerhaften Pastor der Gemeinde gewählt.:28
Seine ersten Veröffentlichungen waren zwei kleine Broschüren, The Breastplate of the High Priest (1920) und Wands and Serpents. Zwischen 1921 und 1923 schrieb er drei Bücher: The Initiates of the Flame (Oktober 1922), The Ways of the Lonely Ones (1922) und The Lost Keys of Freemasonry (März 1923).
In den frühen 1920er Jahren begannen Carolyn Lloyd und ihre Tochter Estelle – Mitglieder einer Familie, die ein wertvolles Ölfeld in Ventura County, Kalifornien besaßen –, „einen beträchtlichen Teil ihrer Öleinnahmen an Hall zu übertragen“, der das Geld verwendete, um zu reisen und eine ausgiebige persönliche Bibliothek der antiken Literatur zu erwerben.:38–43 Halls „erste Reise um die Welt, um das Leben, die Sitten und Religionen der Länder in Asien und Europa zu studieren“, die am 5. Dezember 1923 begonnen hatte, wurde bezahlt durch Spenden von Carolyn Lloyd und seiner Gemeinde.:41
Im Jahr 1928 veröffentlichte er sein Hauptwerk An Encyclopedic Outline of Masonic, Hermetic, Qabbalistic and Rosicrucian Symbolical Philosophy: Being an Interpretation of the Secret Teachings concealed within the Rituals, Allegories and Mysteries of all Ages, besser bekannt als The Secret Teachings of All Ages:vi Die wichtigsten Bücher, die darauf folgten, sind The Dionysian Artificers (1936), Freemasonry of the Ancient Egyptians (1937) und Masonic Orders of Fraternity (1950).
Hall war seit 28. Juni 1954 ein Mitglied im Bund der Freimaurerei (Jewel Lodge No. 374, San Francisco). Ein Jahr später wurde er Mitglied des Schottischen Ritus.:177 Am 8. Dezember 1973 wurde er von der Ancient and Accepted Scottish Rite of Freemasonry for the Southern Jurisdiction of the United States of America mit dem 33. Grad des General Inspektor geehrt.:71

## The Secret Teachings of all Ages
Hall wurde besonders bekannt und geschätzt als Dozent und Ausleger der antiken Schriften und die nützlichsten und praktischsten Elemente des klassischen Idealismus, die er durch Werbung und Mundpropaganda für die Mittel um das Buch, The Secret Teachings of All Ages, zu finanzieren erfolgreich in Anspruch nahm. Die ursprünglichen Kosten für die Veröffentlichung im Jahr 1928 werden auf 150.000 US-Dollar geschätzt,:20–21,50 obwohl der Preis für einzelne Kopien variierte. Laut den ursprünglichen Abonnements-Bedingungen in den Akten der Philosophic Research Society wurden die Ausgaben durch ein Abonnement von 75 US-Dollar auf Vor-Veröffentlichungsbasis verkauft, aber „der Preis dieser Ausgabe nach Lieferung durch den Drucker wird bei Einhundert Dollar gelegen haben“. Unter den Abonnements-Bedingungen wurden 15 US-Dollar als Abschlussgebühren fällig und galten „als Ausgleich der sechzig Dollar in vier gleichen monatlichen Zahlungen je.“ Die H. S. Crocker Company in San Francisco erklärte, das Buch veröffentlichen zu wollen, „wenn Hall das Interesse des Buchgestalters John Henry Nash sichern konnte, der einst als Drucker für den Vatikan arbeitete.“:52
Nachdem The Secret Teachings of All Ages veröffentlicht war, wurde Hall „von nur einem weiteren ernsthaft jungen Prediger in der City of Angels zu einer Ikone der zunehmend einflussreichen spirituellen Bewegung, die das Land in den 1920er Jahren überrannte. Sein Buch forderte die Annahmen über die spirituellen Wurzeln der Gesellschaft heraus und brachte die Menschen dazu sie in einer neuen Weise zu betrachten.“:52 Er widmete The Secret Teachings of all Ages „der Lehrsatz, daß innerhalb der emblematischen Figuren, Allegorien und Rituale der Antike eine geheime Lehre über die inneren Geheimnisse des Lebens verborgen ist, und daß diese ganze Lehre unter einer kleinen Schar initiierten Geister erhalten geblieben sei.“:20 Ein Autor formulierte es so: „Das Ergebnis war ein wunderschönes, traumhaftes Buch geheimnisvoller Symbole, prägnanten Essays und bunte Darstellungen von Fabelwesen die aus dem Meer hinaufsteigen, Engelswesen mit Löwenköpfen die, in von Fackeln beleuchteten Tempeln der Kulturen unserer Vorfahren düstere Initiationsriten leiten, und den verborgenen Kräfte gemeistert hatten, die außerhalb der Reichweite des modernen Menschen liegen.“:50 Hall selbst schrieb 1988: „Die erhabensten Erkenntnisse aller Zeiten sollten im zwanzigsten Jahrhundert nicht nur in kleiner Schrift verfasst und schäbig gebunden in einer einen Schilling kostenden Ausgabe der Bohn-Bibliothek zur Verfügung stehen, sondern in einem Buch, das statt eines Sarges ein Denkmal wäre. John Henry Nash stimmte mir darin zu“.:4